# Haapasaari (ö i Södra Savolax, S:t Michel, lat 61,59, long 28,31)
Haapasaari är en ö i Finland. Den ligger i sjön Pihlajavesi och i kommunen Puumala i den ekonomiska regionen  S:t Michel och landskapet Södra Savolax, i den södra delen av landet, 240 km nordost om huvudstaden Helsingfors. Öns area är 2,16 kvadratkilometer och dess största längd är 2,9 kilometer i nord-sydlig riktning.